# Tracy Mpati
Tracy Mpati Bibuangu (sinh 21 tháng 3 năm 1992) là một cầu thủ bóng đá Bỉ thi đấu cho Lokeren ở Belgian First Division A ở vị trí hậu vệ phải.

## Sự nghiệp câu lạc bộ
Tracy Mpati khởi đầu sự nghiệp cùng với White Star Bruxelles.

## Cuộc sống cá nhân
Mpati sinh ra ở Bỉ và có gốc Congo.